# Орден Церингенского льва
Орден Церингенского льва (нем. Orden vom Zähringer Löwen) — рыцарский орден Великого княжества Баден, введённый 26 декабря 1812 года великим герцогом Баденским Карлом в честь династии Церингенов, к которой он сам принадлежал.
Золотой крест ордена был покрыт зелёной эмалью, в центре креста, в круглом медальоне, располагалось изображение родового замка Церингенов. В центре восьмиконечной звезды находилось изображение льва, стоящего, по геральдической традиции,  на задних лапах. Лента ордена зелёная с оранжево-желтыми полосами по краям.

## Степени
Первоначально орден состоял из трёх степеней:
- Большой крест,
- командор,
- рыцарь.

В 1840 году степень командора была разделена на две: командор I класса (со звездой) и командор II класса. В 1866 году степень рыцаря также была разделена на две — I и II класса. Также в 1866 году были введены мечи для знаков, вручаемых за боевые заслуги. В дальнейшем был введён Почётный крест.
До конца монархии орден Церингенского льва состоял из пять степеней:
- Большой крест (Großkreuz)
- Командор I класса (Kommandeur I. Klasse)
- Командор II класса (Kommandeur II. Klasse)
- Рыцарь I класса (Ritterkreuz I. Klasse)
- Рыцарь II класса (Ritterkreuz II. Klasse)
- Почётный крест

В качестве дополнительного отличия применялись дубовые листья, мечи и бриллианты, украшавшие пожалованный орден, таким образом, полное количество вариантов награды превышало 20. В частности, Большой крест мог быть в знак дополнительной весомости награждения украшен бриллиантами.

## Иллюстрации

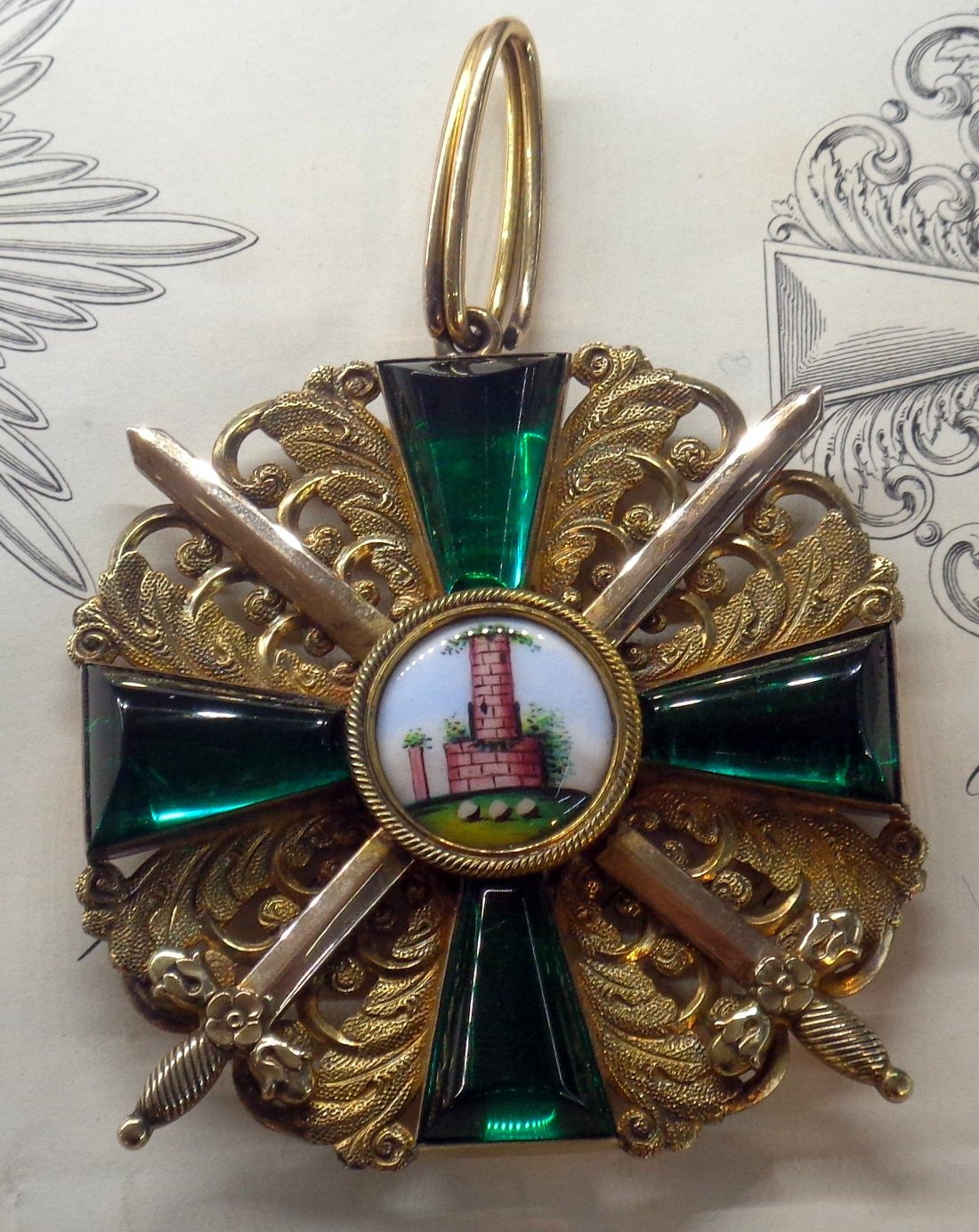
Знак Большого креста с мечами
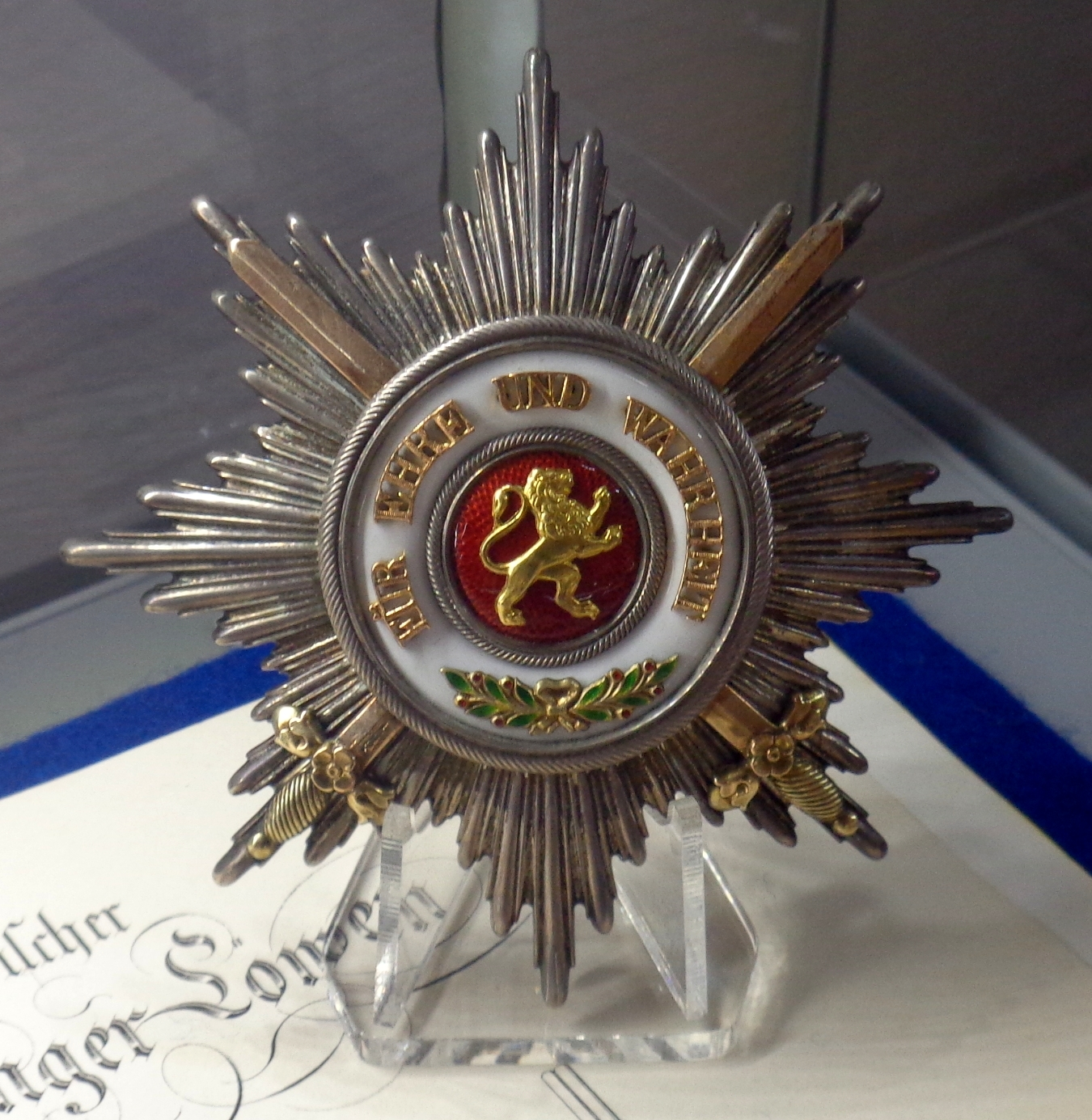
Звезда Большого креста с мечами
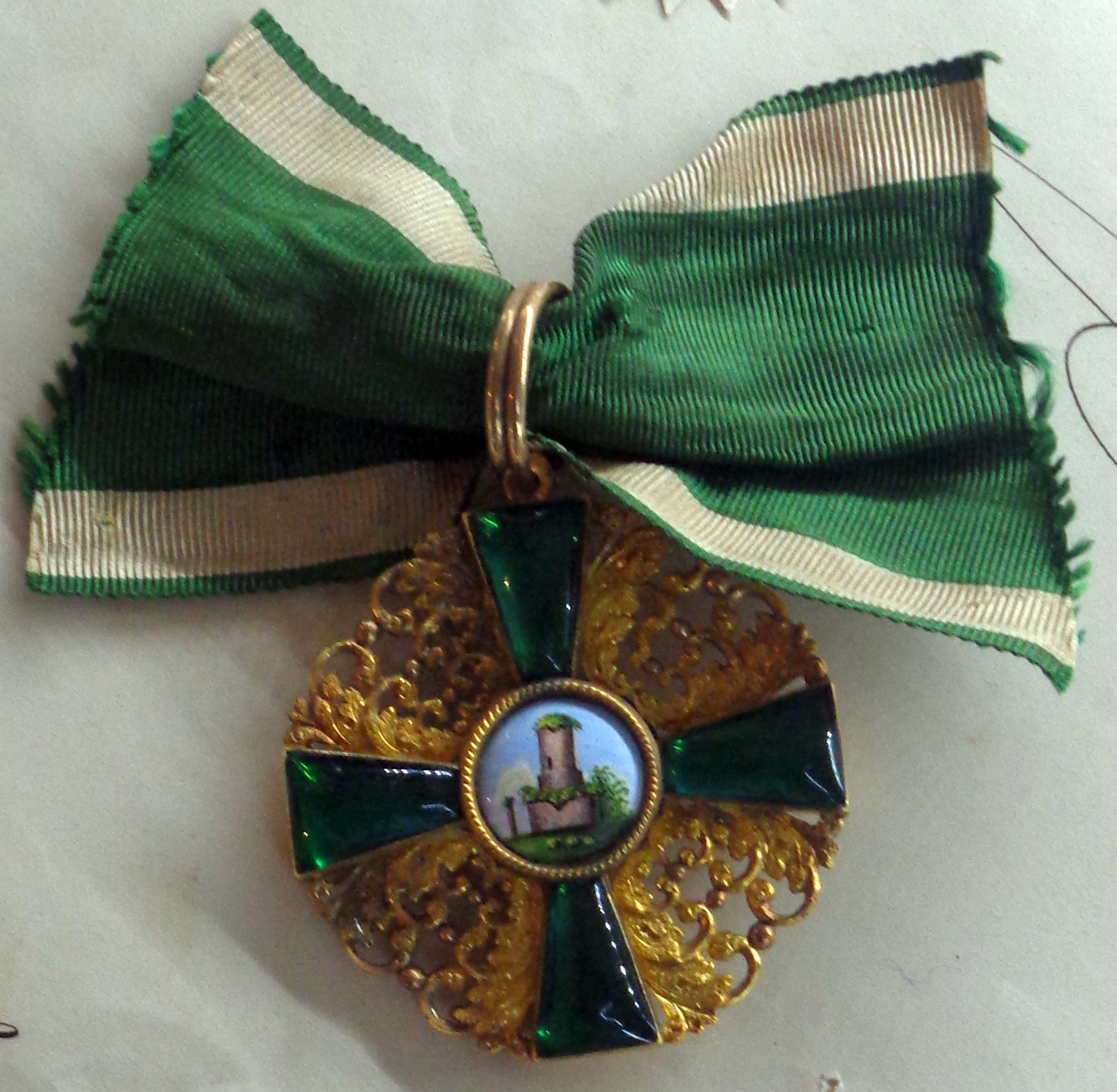
Знак командора
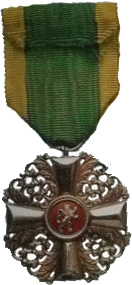
Рыцарский знак, реверс